# Aenigmatanthera
Aenigmatanthera, biljni rod iz porodice malpigijevki opisan tek 2006. godine. Postoje dvije vrste koje rastu u području Amazonasa u tropskoj Americi.

## Vrste
1. Aenigmatanthera doniana (Griseb.) W.R.Anderson
2. Aenigmatanthera lasiandra (A.Juss.) W.R.Anderson